# Габелко, Олег Леонидович
Олег Леонидович Габелко (род. 1968, Казань) — российский антиковед, специалист по эллинизму. Доктор исторических наук, профессор, профессор РГГУ (с 2012), а до того — Казанского университета (по 2013), руководитель Центра эллинистических исследований университета Дмитрия Пожарского (с 2014). Согласно словарю «Теория и методология исторической науки» (2014) — один из ведущих российских специалистов в области антиковедения.
Окончил исторический факультет Казанского университета (1993). С того же 1993 и по 1996 год учился в аспирантуре Института всеобщей истории РАН. В том же учреждении в 1998 г. защитил кандидатскую диссертацию «Вифинское царство в системе эллинистических государств». С 1996 по 1999 работал там же, в ИВИ, а с 1999 по 2013 — в альма-матер, Казанском университете, стал там профессором. В 2006 г. защитил докторскую «Анатолийское этнополитическое койне и особенности эллинизма в Малой Азии (на примере Вифинского царства)». С 2012 года профессор кафедры истории древнего мира Института восточных культур и античности (ИВКА, ИВКиА) РГГУ, а с 2014 также руководитель Центра эллинистических исследований университета Дмитрия Пожарского. Член диссертационного совета 24.2.366.01. Заместитель главного редактора журнала «Античный мир и археология». Сопредседатель заседания по истории эллинизма научной конференции «Жебелевские чтения — XII» (Санкт-Петербург, 2010 г.).
Публиковался в ВДИ, изд. Античный мир и археология, Исторический вестник и др.
Автор более чем 130 научных работ, в частности монографии «История Вифинского царства» (СПб.: Гуманитарная академия, 2005, 576 с.). Автор БРЭ. Соавтор уч. пособия «Древнегреческий язык» (Казань, 2010, 164 с.).